# 堡教堂站
堡教堂站（英語：Bow Church DLR station）是碼頭區輕便鐵路的一個車站，位於倫敦東部的堡區。該站位於倫敦第2收費區。車站開通於1987年8月21日，站名來自於附近的一座建於14世紀的教堂。

## 外部連結
- Docklands Light Railway website - Bow Church station page （页面存档备份，存于）